# ホルシュタイン装甲師団
ホルシュタイン装甲師団(Panzer-Division Holstein)は、第二次世界大戦末期に編成されたドイツ国防軍陸軍の装甲師団である。ポーランド北西部のコルベルクで大敗を喫し、残存勢力は1945年3月に第18国民擲弾兵師団に統合された。

## 第二次世界大戦
ホルシュタイン装甲師団は1945年2月にデンマークで編成され、第233予備役装甲師団の一部、ポメラニアとメクレンブルクの応急警戒部隊(Alarmeinheiten)で構成された。当初の部隊名はホルシュタイン装甲戦闘団師団であり、師団長はマックス・フレメレー中将(Generalleutnant)であった。師団はヴァイクセル軍集団に従属し、ポメラニアに移動した。第3装甲軍とともにオーデル川の一区間を防衛した。しかし、師団は編成後まもない3月にコルベルク近郊で壊滅した。師団の残存勢力は第18国民擲弾兵師団に編入された。また、師団司令部は4月にラウエンブルク近郊のクラウゼヴィッツ装甲師団に編入された。

## 司令官
- マックス・フレメレー（英語版）[3]中将(Generalleutnant) (1945年2月1日 – 1945年2月16日[4])
- エルンスト・ヴェルマン（英語版）大佐(Oberst) (1945年2月16日 – 1945年3月30日)

## 編成
- 第44戦車大隊 (Panzer-Abteilung 44)
- 第139装甲擲弾兵連隊 (Panzergrenadier-Regiment 139)
- 第142装甲擲弾兵連隊 (Panzergrenadier-Regiment 142)
- 第144装甲砲兵大隊 (Panzerartillerie-Abteilung 144)
- 第144対戦車大隊 (Panzerjäger-Abteilung 144)
- 第44装甲偵察大隊 (Panzeraufklärungs-Abteilung 44)
- 第144装甲工兵大隊 (Panzerpionier-Bataillon 144)
- 第144陸軍対空砲兵大隊 (Heeres-Flak-Artillerie-Abteilung 144)
- 第144装甲通信中隊 (Panzer-Nachrichten-Kompanie 144)
- 第144装甲補給部隊 (Panzer-Versorgungstruppen 144)